# Поляков Віталій Васильович (футболіст, 1944)
Віталій Васильович Поляков (нар. 26 липня 1944, Москва, РРФСР) — радянський футболіст, нападник та півзахисник.

## Життєпис
Вихованець ЦСКА, у команді з 1962 року. У 1964-1967 роках провів у чемпіонаті 54 матчі, відзначився п'ятьма голами. У 1968—1969 роках грав за «Металіст» (Харків), у 1971 році перебував у складі «Хіммашивця» (Пенза).